# حزب سوسیال دموکرات و لائیک ایران
حزب سوسیال دموکرات و لائیک ایران از احزاب سه‌گانه عضو جبهه ملی ایران است. این حزب در آبان ۱۴۰۰ به عضویت جبهه ملی ایران درآمد. این حزب نگاهی سوسیال دموکرات و لاییک دارد.
این حزب برای سرنگونی جمهوری اسلامی تلاش می‌کند. خود را از جمله نهادهای ادامه دهنده جمهوری، سوسیال دموکراسی و لائیسیته در ایران می‌داند، در راستای نهضت ملی ایران، از مشروطه تا امروز، و راه مصدق گام برمی‌دارد. این حزب بر آزادی، استقلال، دموکراسی، عدالت، حقوق بشر، تمامیت ارضی-یکپارچگی فرهنگی مردمان ایران تأکید می‌کند
برخی از بنیانگذاران و اعضای حزب جمهوریخواه سوسیال دموکرات و لائیک ایران: فرهنگ قاسمی، هانیه میرزائی، اسفندیار خلف، منوچهر تقوی بیات، سعید جعفری، کامبیز قائم مقام، هوتن دولتی، سیروس میرزایی، زری شمس، حسن بیات و …

## تأسیس
حزب سوسیال دموکرات و لائیک ایران  به دنبال ۳ سال فعالیت اعضای آن در سال ۱۳۹۹ رسماً اعلام موجودیت کرد و اساسنامه نهایی آن آن طی نشست ۲۶ فوریه ۲۰۲۱ به اتفاق آرا تصویب شد.

## باورنامه
1. سعادت ملت ایران، رفاه، آزادی، دموکراسی، سرفرازی شهروندان و تحقق ارزش‌های جهان‌شمول انسانی، عدالت اجتماعی و اقتصادی و برابری همه شهروندان در مقابل قانون.
2. ما جمهوریخواه هستیم و جمهوری ایران نظامی برخاسته از حاکمیت ملت و مبتنی بر اصول دموکراسی و عدالت در همه زمینه‌ها و در همه طبقات اجتماعی است.
3. پذیرش و تضمین اجرای اعلامیه جهانی حقوق بشر و میثاق‌های وابسته به آن و گنجاندن آن در قانون اساسی و دیگر قوانین کشوری.
4. لائیسیته به معنی جدائی دین و ایدئولوژی از حکومت و دولت و همه نهادهای وابسته به آن.

۵ – حفظ و ارتقاء همبستگی ملی و پاسداری از استقلال، یکپارچگی و تمامیت ارضی کشور.
۶ – برقراری روابط عادی و مبتنی بر دوستی و احترام متقابل با همه کشورهای جهان به ویژه با کشورهای همسایه ایران.
1. پاسداری و نگهداری از سلامت زیستگاه – محیط زیست و طبیعت -.
2. حذف مجازات اعدام از قوانین کشور.
3. تفکیک قوای سه‌گانه قانونگذاری، اجرائی و قضائی و همچنین استقلال و آزادی مطبوعات و همه دستگاه‌های ارتباط جمعی.
4. همسازی ملی جمهوری خواهان سوسیال دموکرات و لائیک ایران به برابری کامل حقوق زن و مرد باور دارد.
5. عدم تمرکز امور اداری و واگذاری امور محلی به نهادهای انتخابی آنان، از روستا تا استان.
6. پاسداری بی چون و چرا از سلامت و بالندگی زبان و فرهنگ مشترک ملی و کلیهٔ زبان‌های دیگر ایران زمین و فرهنگ‌های محلی ایران به عنوان گنجینه‌های اصلی تشکیل دهندهٔ مبانی هویت ملی مردم ایران.

## اهداف
1. جایگزین ساختن جمهوری اسلامی با جمهوری ایران و برچیدن کلیت این نظام دینی با قدرت معنوی و مادی و اقدام عملی ملت ایران و نیز با پرهیز از خشونت، با اعتراضات و تظاهرات عمومی و رد هرگونه دخالت مستقیم یا غیر مستقیم بیگانگان.
2. ما امکان جایگزینی جمهوری اسلامی و برقراری صلح اجتماعی و دموکراسی را در یک ائتلاف گسترده از نیروهای دموکرات، لائیک، بدور از هر نوع هژمونی‌طلبی، عاری از هر نوع تفکرات و دخالت‌های عوامل جمهوری اسلامی و مستقل از هر قدرت خارجی می‌بینیم.
3. شهروندان ایرانی در امور خود از طریق انتخابات آزاد در رده‌های گوناگون کشوری، از روستا تا استان و همچنین نمایندگان مجلس شورای ملی را انتخاب و از این طریق در اداره امور کشور مشارکت می‌کنند.
4. در جمهوری ایران کارکنان بخش‌های خصوصی و دولتی و اصناف و پیشه وران از حق تشکیل انجمن‌ها و سندیکاهای آزاد و مستقل و حق دفاع از حقوق خود در برابر دولتِ کارفرما و سندیکاهای کارفرمائی برخوردارند.
5. در جمهوری ایران انجمن‌های غیردولتی کشوری و بین‌المللی از آزادی و احترام کامل برخوردارند.
6. در جمهوری ایران هیچ‌یک از مقامات کشوری موروثی نیستند. جمهوری مبتنی بر آزادی احزاب و پارلمانتاریسم است. دولت و اداره کنندگان کشور در برابر نمایندگان ملت در مجلس شورای ملی مسئول و پاسخگو هستند و نمایندگان منتخب ملت از مصونیت حقوقی برخوردارند.
7. ایران متعلق به آحاد ملت آن است، همه مردمان در برابر قانون دارای حقوق و مسئولیت‌های مساوی هستند. در آن از هر گونه تبعیض و دادن حق ویژه به هر دلیل، به هرکس پرهیز می‌گردد. بالاترین مقامات کشوری از پارلمان رای اعتماد می‌گیرند.
8. جامعه مدرن در جهت آزادی، عدالت، حقوق انسانی، استقلال، اخلاق و فرهنگ یک ملت و در عین حال در تعامل با همکاریهای علمی و فنی و مدیریتی جهانی عمل می‌کند. اداره ایران آینده برای این که به کمترین درصد از خطا برسد یابد افزون بر مشارکت مردم، از نیروی خلاق اهل فن و متخصصان شایسته و سیستم آموزشی مدرن و مراکز تحقیقاتی علمی پیشرفته استفاده کند تا سیستم اداره کشور زنده و فعال شود و به ارزش اضافی مادی و معنوی دست یابد در این راستا است که رشد سیاسی و اقتصادی در خدمت رشد فرهنگی و علمی قرار می‌گیرد.

## کنگره نخست
نخستین کنگره حزب در روزهای ۲۴ و ۲۵ ژوئن ۲۰۲۲ میلادی برابر با سوم و چهارم تیرماه ۱۴۰۱ خورشیدی در پاریس برگزار شد. در این کنگره منوچهر تقوی بیات به عنوان دبیر حزب و فرهنگ قاسمی به عنوان سخنگوی حزب انتخاب شدند.

## دومین کنگره حزب جمهوریخواه سوسیال دموکرات و لاییک ایران - نشست همسازی ملی
دومین نشست سالانه حزب سوسیال دموکرات و لائیک ایران و نخستین همایش همسازی ملی جمهوری خواهان دموکرات و لائیک در روزهای دوم و سوم تیرماه ۱۴۰۲خورشیدی برابر با ۲۳ و ۲۴ ژوئن ۲۰۲۳ میلادی در پاریس برگزار شد.
بر اساس مصوبه این نشست همکاری ایرانیان با همسازی ملی جمهوریخواهان سوسیال دموکرات و لائیک ایران، منوط به گرایش به همسازی و درخواست و پذیرش اسناد: باور نامه، اهداف و مبانی ساختاری و سایر مصوبات آن می‌باشد.

## سومین کنگره حزب جمهوریخواه سوسیال دموکرات و لاییک ایران با محوریت ” توسعه پایدار و همه‌جانبه در ایران فردا ”
سومین کنگره حزب با محوریت ” توسعه پایدار و همه‌جانبه در ایران فردا ” در روزهای ۲۱ و ۲۳ ژوئن ۲۰۲۴ میلادی برابر با اول و دوم تیرماه ۱۴۰۳ خورشیدی در پاریس برگزار شد. بر اساس این کنگره پس از تأیید تغییرات در اساسنامه، اعضای نهاد راهبردی به شرح زیر انتخاب شدند و با توجه به اولین جلسه این نهاد مسئولیت‌های افراد به این ترتیب معین شد:
فرهنگ قاسمی: رئیس و سخنگو (عضو اصلی)
هانیه میرزایی: نایب رئیس و رسانه (عضو اصلی)
اسفندیار خلف: ارتباطات و خزانه دار (عضو اصلی)
احمد احمدی: محیط زیست و عدالت اجتماعی (عضو اصلی)
هوتن دولتی: تشکیلات و روابط عمومی (عضو اصلی)
نیره انصاری: حقوقی و روابط بین‌الملل (عضو علی‌البدل)
انور میرستاری: محیط زیست و ارتباطات (عضو علی‌البدل)
همچنین در این نشست بیانیه ای تحلیلی دربارهٔ علل عدم مشارکت انتخابات ریاست جمهوری ۱۴۰۳ و تلاش برای تحریم فعال و کنشگرایانه در راه دموکراسی و لزوم گذار به جمهوری ایران به اتفاق آرا به تصویب رسید.
نشست تخصصی توسعه پایدار و همه‌جانبه در ایران فردا نیز در ۲۲ ژوئن توسط نایب رئیس خانم هانیه میرزائی آغاز شده و در این برنامه ۱۴ سخنران از ایران سایر نقاط جهان به صورت حضوری یا انلاین به ایران سخنرانی پرداختند. این نشست با سخنان رئیس و سخنگوی حزب فرهنگ قاسمی در بعد از ظهر روز ۲۲ ژوئن پایان یافت.

## گروه همسازی ملی
در حال حاضر این حزب به همراه ۴ سازمان سیاسی دیگر اندیشکده آگاهی و شناخت حزب آزادی و رفاه ایرانیان (آرا)، صدای زنان سوسیال دموکرات ایران، همگرایان سوسیال دموکراتیک ایران به عنوان پنج نهاد جمهوری‌خواه سوسیال دموکرات و لائیک-سکولار ایران برای ایجاد همسازی ملی جمهوری خواهان ایران فعالیت می‌کند.

## ارگان
تلویزیون و رسانه رنگین کمان؛ بنیاد آزادی اندیشه و بیان ارگان این حزب می‌باشد.